# パウル・ユオン
パウル・ユオン（Paul Juon 〔ロシア語: Па́вел Фёдорович Юо́н 〕, 1872年3月6日 - 1940年8月21日）はスイス系ロシア人の作曲家で、ドイツで活躍した。ロシア語では「パーヴェル・フョードロヴィチ・ユオン」。

## 略歴
1872年、モスクワ生まれ。モスクワのドイツ人のためのギムナジウムに通った後、1889年にモスクワ音楽院に入学し、ヴァイオリンをチェコ人教師のヤン・フジマリーに、作曲と音楽理論をアントン・アレンスキーおよびセルゲイ・タネーエフに師事。1894年にベルリン高等音楽学校に留学し、クララ・シューマンの父親違いの弟ヴォルデマール・バルギールのもとで更なる研鑽を積む。1896年に結婚し、学内よりメンデルスゾーン賞を授与されロシアに帰国。
バクー音楽院で音楽理論とヴァイオリンの教授に着任、また音楽評論家として新聞に投稿を開始。最初の交響曲とオペラを作曲する。1898年にベルリンに戻り、母校の講師に着任。のち1906年に校長ヨーゼフ・ヨアヒムより教授に任命される。この間にハインリヒ・カミンスキ（カール・オルフの恩師）やシュテファン・ヴォルペ、フィリップ・ヤルナハらを育てた。（貴志康一が作曲を師事したエドヴァルト・モリッツもユオンの門人の一人であった。）
1934年に第三帝国を嫌ってスイスに移住。ヴヴェーにて他界。

## 家族・親族
- 弟：コンスタンチン・ユオンはソ連の著名な画家。
- 孫：ガブリエル・ユオン＝エルギン（Gabriel Juon-Erguine）も美術家。

## 作品と作曲様式
ユオンの作品は、歌劇やドイツ語リートのほか、4つの交響曲、3つのヴァイオリン協奏曲、三重協奏曲、3つのヴァイオリン・ソナタのほかに、ヴィオラ・ソナタ、チェロ・ソナタ、フルート・ソナタ、クラリネット・ソナタ、いくつかのピアノ三重奏曲とピアノ四重奏曲・ピアノ五重奏曲、ピアノ六重奏曲、4つの弦楽四重奏曲、木管五重奏曲、室内交響曲、シンフォニエッタがある。現在は器楽曲を中心に新しい録音が進められている。
パウル・ユオンは、チャイコフスキー伝やアレンスキー著の音楽理論をロシア語からドイツ語に翻訳し、19世紀末のロシア楽壇の教育水準の高さを国際的に認識させる上で貢献したが、ユオン自身はロシア音楽の伝統に従っているというよりも、ドイツ・ロマン派音楽の伝統の上に立っていた。ロシア音楽の影響は、さまざまな旋法と複雑なリズム語法を用いた点にかろうじて見出されるにすぎない。
ユオンはこんにち、ブラームスの《ハンガリー舞曲集》の編曲者の一人としてしか知られていないが、ユオンはこのようにブラームスの心酔者であり、この先人の堅牢で緻密な楽曲構成を発展させることに腐心した。小節線の規制に縛られずに、規則性をもって数学的にリズム組織を操作した点において、ボリス・ブラッヒャーの可変拍節法の先駆者と看做されている。
ユオンは旋律にさほど創意を示しておらず、複雑きわまる構成手法も手伝って、作品の性格はきわめて晦渋で、とりわけ短調作品においては屈折した印象がまぬかれない。